# العلاقات الإيطالية المولدوفية
العلاقات الإيطالية المولدوفية هي العلاقات الثنائية التي تجمع بين إيطاليا ومولدوفا.

## مقارنة بين البلدين
هذه مقارنة عامة ومرجعية للدولتين:
| وجه المقارنة                                              | إيطاليا                                                  | مولدوفا                           |
| --------------------------------------------------------- | -------------------------------------------------------- | --------------------------------- |
| المساحة (كم2)                                             | 301.34 ألف                                               | 33.85 ألف                         |
| عدد السكان (نسمة)                                         | 60.60 مليون                                              | 2.55 مليون                        |
| الكثافة السكانية (ن./كم²)                                 | 201.1                                                    | 75.33                             |
| العاصمة                                                   | روما، فلورنسا، تورينو                                    | كيشيناو                           |
| اللغة الرسمية                                             | اللغة الإيطالية                                          | اللغة المولدوفية، اللغة الرومانية |
| العملة                                                    | يورو، ليرة إيطالية                                       | ليو مولدوفي                       |
| الناتج المحلي الإجمالي (بليون دولار)                      | 1.93 تريليون                                             | 8.13 مليار                        |
| الناتج المحلي الإجمالي (تعادل القوة الشرائية) بليون دولار | 2.26 تريليون                                             | 17.94 مليار                       |
| الناتج المحلي الإجمالي الاسمي للفرد دولار أمريكي          | 29.96 ألف                                                | 3.65 ألف                          |
| الناتج المحلي الإجمالي للفرد دولار أمريكي                 | 35.46 ألف                                                | 4.98 ألف                          |
| مؤشر التنمية البشرية                                      | 0.873                                                    | 0.693                             |
| رمز المكالمات الدولي                                      | +39                                                      | +373                              |
| رمز الإنترنت                                              | .it                                                      | .md                               |
| المنطقة الزمنية                                           | توقيت وسط أوروبا، ت ع م+01:00، ت ع م+02:00، أوروبا/روما ‏ | ت ع م+02:00، ت ع م+03:00          |

## مدن متوأمة
في ما يلي قائمة باتفاقيات التوأمة بين مدن إيطالية ومولدوفية:
- ترتبط كافرياجو مع بيندر باتفاقية توأمة.
- ترتبط بينيتو مع Drochia [الإنجليزية]‏ باتفاقية توأمة.
- ترتبط Capriana [الإنجليزية]‏ مع Căpriana [الإنجليزية]‏ باتفاقية توأمة.
- ترتبط مونتيسيلفانو مع بيندر باتفاقية توأمة.
- ترتبط فيرارا مع Soroca [الإنجليزية]‏ باتفاقية توأمة منذ 1960.
- ترتبط ريدجو إميليا مع كيشيناو باتفاقية توأمة منذ 2 يونيو 1972.

## منظمات دولية مشتركة
يشترك البلدان في عضوية مجموعة من المنظمات الدولية، منها:
| علم المنظمة | اسم المنظمة                               | تاريخ انضمام إيطاليا | تاريخ انضمام مولدوفا |
| ----------- | ----------------------------------------- | -------------------- | -------------------- |
|             | مجلس أوروبا                               | 5 مايو 1949          | ?                    |
|             | منظمة التجارة العالمية                    | 1995                 | ?                    |
|             | المنظمة الأوروبية لسلامة الملاحة الجوية   | 1996                 | 2000                 |
|             | الاتحاد البريدي العالمي                   | ?                    | ?                    |
|             | يونسكو                                    | ?                    | 27 مايو 1992         |
|             | الفريق المعني برصد الأرض                  | ?                    | ?                    |
|             | مؤسسة التمويل الدولية                     | 27 ديسمبر 1956       | 10 مارس 1995         |
|             | المركز الدولي لتسوية المنازعات الاستشارية | 28 أبريل 1971        | 4 يونيو 2011         |
|             | منظمة حظر الأسلحة الكيميائية              | ?                    | ?                    |
|             | مؤسسة التنمية الدولية                     | 24 سبتمبر 1960       | 14 يونيو 1994        |
|             | منظمة الأمن والتعاون في أوروبا            | 25 يونيو 1973        | 30 يناير 1992        |
|             | وكالة ضمان الاستثمار متعدد الأطراف        | 29 أبريل 1988        | 9 يونيو 1993         |
|             | الاتحاد الدولي للاتصالات                  | 1866                 | 20 أكتوبر 1992       |
|             | منظمة الشرطة الجنائية الدولية             | ?                    | ?                    |
|             | الأمم المتحدة                             | 14 ديسمبر 1955       | 2 مارس 1992          |
|             | البنك الدولي للإنشاء والتعمير             | 27 مارس 1947         | 12 أغسطس 1992        |

## وصلات خارجية
- موقع وزارة الخارجية الإيطالية
- موقع وزارة الخارجية المولدوفية